# Phra Pradaeng (huyện)
Phra Pradaeng (tiếng Thái: พระประแดง) là một huyện (amphoe) của tỉnh Samut Prakan, Thái Lan.

## Địa lý
Các huyện giáp ranh (từ phía tây theo chiều kim đồng hồ) là: Thung Khru, Rat Burana, Yan Nawa, Khlong Toei, Phra Khanong và Bang Na (đều thuộc Bangkok), Mueang Samut Prakan và Phra Samut Chedi của Samut Prakan.

## Lịch sử
Phra Pradeang đã là trung tâm ban đầu của khu vực phía nam Bangkok gần cửa sông Chao Phraya. Ban đầu tên là Nakhon Khuan Khan (นครเขื่อนขันธ์), là nơi đinh cư của người Mon. Năm 1815, vua Rama II đã cho xây pháo đài Pom Phlaeng Faifa tại khúc cua của sông. Ngày nay pháo đài nằm trong một công viên.
Năm 1819, thị xã mới Samut Prakan (hay Paknam) được lập. Do các vấn đề kinh tế đầu thập niên 1930, nhiều cơ quan hành chính bị giải thể, bao gồm cả tỉnh Phra Phradaeng, một tỉnh bị giải thể và nhập vào các tỉnh Samut Prakan và Thonburi từ ngày 1 tháng 4 năm 1932.

## Hành chính
Huyện này được chia thành 15 phó huyện (tambon), các đơn vị này lại được chia ra thành 67 làng (muban). Thị xã (thesaban mueang) Phra Phradaeng nằm trên toàn bộ tambon Talad, thị xã Lat Luang nằm trên tambon Bang Phueng, Bang Chak và Bang Kharu. Thị trấn (thesaban tambon) Samrong Thai nằm trên tambon Samrong Tai, Samrong, Samron Klang, Bang Hua Suea và Bang Ya Phraek. Có 6 Tổ chức hành chính quản lý các khu vực phi đô thị.
| STT. | Tên             | Tên Thái   | Số làng | Dân số |  |
| ---- | --------------- | ---------- | ------- | ------ |  |
| 1.   | Talat           | ตลาด       | -       | 11.864 |  |
| 2.   | Bang Phueng     | บางพึ่ง      | -       | 26,420 |  |
| 3.   | Bang Chak       | บางจาก     | -       | 22,079 |  |
| 4.   | Bang Khru       | บางครุ      | -       | 27,311 |  |
| 5.   | Bang Ya Phraek  | บางหญ้าแพรก | -       | 24,506 |  |
| 6.   | Bang Hua Suea   | บางหัวเสือ   | -       | 11.367 |  |
| 7.   | Samrong Tai     | สำโรงใต้    | -       | 14.850 |  |
| 8.   | Bang Yo         | บางยอ      | 10      | 10.860 |  |
| 9.   | Bang Kachao     | บางกะเจ้า   | 9       | 5.342  |  |
| 10.  | Bang Nam Phueng | บางน้ำผึ้ง    | 11      | 4.636  |  |
| 11.  | Bang Krasop     | บางกระสอบ  | 11      | 2.402  |  |
| 12.  | Bang Ko Bua     | บางกอบัว    | 13      | 7.184  |  |
| 13.  | Song Khanong    | ทรงคนอง    | 13      | 8.505  |  |
| 14.  | Samrong         | สำโรง      | -       | 15.936 |  |
| 15.  | Samrong Klang   | สำโรงกลาง  | -       | 13.879 |  |